# Squadra nigeriana di Coppa Davis
La squadra nigeriana di Coppa Davis rappresenta la Nigeria nella Coppa Davis, ed è posta sotto l'egida della Nigeria Tennis Federation.
La squadra ha esordito nel 1974 e ad oggi il suo miglior risultato è il raggiungimento del Gruppo I della zona Euro-Africana.

## Organico 2011
Aggiornato al match delle fasi zonali contro la Costa d'Avorio del 9 luglio 2011. Fra parentesi il ranking del giocatore nel momento della disputa degli incontri.
- Abdul-Mumin Babalola (ATP #1371)
- Lawal Shehu (ATP #1646)
- Sunday Emmanuel (ATP #)
- Henry Atseye (ATP #)